# Starcross (videogioco)
Starcross è un videogioco di avventura testuale pubblicato a partire dal 1982 per molti tipi di computer dalla Infocom. Ambientato nello spazio, è la prima avventura di fantascienza prodotta da Infocom, e potrebbe essere non ufficialmente ispirato al romanzo Incontro con Rama. Il sistema di gioco viene chiamato con il marchio registrato Interlogic, usato anche per il successivo Suspended. Starcross venne generalmente apprezzato dalla critica e vendette oltre 90 000 copie. Una delle prime edizioni statunitensi è caratterizzata da una particolare confezione di plastica tonda, che ricorda un disco volante, oggi una rarità di difficile conservazione.

## Trama
Nel 2186 l'umanità sta colonizzando lo spazio e lo sfruttamento minerario degli asteroidi, in particolare dei micro buchi neri, è un'importante fonte di guadagno. Il protagonista è il solo membro dell'equipaggio dell'astronave M.C.S. Starcross, attrezzata per l'individuazione e il recupero di questi corpi celesti. L'avventura inizia quando i sistemi di bordo rilevano una massa sconosciuta che potrebbe essere un redditizio buco nero.
Il protagonista scopre invece un'enorme astronave aliena cilindrica. Quando trova il modo di entrare nella struttura, la trova priva di controllo e in cattive condizioni da tempo. Alieni di varie specie si trovano al suo interno, precedenti esploratori rimasti intrappolati, imbarbariti o uccisi. Alcuni alieni potranno essere d'aiuto al protagonista, altri saranno avversari. Inizialmente il problema principale è l'atmosfera della nave che sta decadendo, e si deve trovare il modo di rigenerarla prima che sia troppo tardi. Si dovrà quindi scoprire lo scopo dei misteriosi oggetti e attrezzature presenti sulla nave. Nel finale il protagonista riesce a pilotare l'astronave e portare le preziose tecnologie che contiene verso la Terra.

## Modalità di gioco
Il gioco è un'avventura puramente testuale, senza alcun tipo di immagine, e soltanto in inglese; esiste un'edizione bilingue inglese/francese, ma solo per quanto riguarda il materiale cartaceo. Il livello di difficoltà dichiarato da Infocom è Expert (il quarto e più difficile). Alcuni rompicapi richiedono conoscenze scientifiche reali, ad esempio di chimica.
Le descrizioni testuali possono essere corpose o abbreviate a richiesta del giocatore. Una linea di stato sopra i testi mostra il nome del luogo attuale, il punteggio totalizzato e il numero di mosse effettuate. Come comandi vengono riconosciute anche frasi di una certa complessità e richieste multiple, con un vocabolario ampio e articolato. Ai tipici comandi di movimento corrispondenti ai punti cardinali si aggiungono comandi più adeguati a orientarsi all'interno di un'astronave tridimensionale: prua, poppa, babordo, tribordo, su, giù. C'è la possibilità di salvare la partita su disco.
Come in altre avventure Infocom, allegati al gioco originale sono presenti alcuni feelies, materiali cartacei che aiutano a creare l'atmosfera e a volte danno indicazioni utili, ad esempio il diario del capitano.